# 阿米卡星
阿米卡星（英語：Amikacin）是一種抗生素藥物，用於治療多種病原細菌感染,包括敗血性關節炎、腹腔內感染、腦膜炎、肺炎、敗血症和泌尿道感染。它也用於治療多重抗藥性結核病。此藥物經由靜脈注射、肌肉注射及口部吸入方式使用。
阿米卡星與其他胺基糖苷類藥物一樣，會導致聽力損失、身體平衡問題和腎功能衰竭。其他的副作用有癱瘓（導致無法呼吸）。如果個體在懷孕期間使用，出生的後代可能會永久性失聰。阿米卡星是透過阻斷細菌30S核糖體亞基的功能，使其無法產生蛋白質而發揮作用。

## 醫療用途
阿米卡星最常用於治療嚴重性多重抗藥性與需氧革蘭氏陰性菌的感染，後者細菌特別指假單胞菌屬、不動桿菌屬、腸桿菌屬、大腸桿菌、變形桿菌屬、克雷伯氏菌屬和沙雷氏菌屬。少數會受阿米卡星強烈影響的革蘭氏陽性菌有葡萄球菌屬及諾卡氏菌屬兩種。 在第一線藥物無法控制非結核分枝桿菌屬感染和結核病感染（且如果是對阿米卡星效力敏感的菌株所引起）時，也可使用阿米卡星治療。此種藥物在治療時很少會單獨使用。
阿米卡星常用於治療下述疾病：
- 支氣管擴張[13]
- 骨骼和關節感染
- 與替卡西林共同使用，治療癌症患者的粒細胞減少症[14]
- 作為其他藥物（如克林黴素、甲硝唑、哌拉西林/他唑巴坦或氨芐西林/舒巴坦（英语：ampicillin/sulbactam））的輔助藥物，用於治療腹腔內感染（如腹膜炎）
- 腦膜炎
- 分枝桿菌屬感染，包括用作治療活動性結核病的二線藥物。[15]它也用於治療由鳥分枝菌群（英语：Mycobacterium avium complex）、膿腫分枝桿菌（英语：Mycobacteroides abscessus）、龜分枝菌群（英语：Mycobacteroides chelonae）和偶發分枝菌群（英语：Mycobacterium fortuitum）的感染。
- 玫瑰紅球菌（英语：Rhodococcus equi）所引起類似結核病的感染
- 呼吸道感染，包括作為β-內醯胺類或碳青黴烯類藥物的輔助藥物，用以治療院內型肺炎（英语：hospital-acquired pneumonia）
- 敗血症，包括新生兒敗血症，[10]作為β-內酰胺類或碳青黴烯類藥物的輔助藥物
- 皮膚和手術縫合部位感染[10]
- 對毒性較低藥物具有抗藥性的細菌所引起的泌尿道感染（通常是腸桿菌科細菌或綠膿桿菌）

阿米卡星可與β-內酰胺類抗生素聯合針對嗜中性白血球低下和發燒患者進行經驗治療。

### 懸浮液吸入劑
美國和歐盟也批准使用含阿米卡星的脂質體懸浮液吸入劑，用於治療鳥分枝菌群感染。

### 特定人口群組
對於老年人和兒童，由於老年人通常會出現隨年齡增長而有的腎功能下降，而兒童則為腎臟尚未發育完全，而應採小劑量治療方式。此藥物在美國和澳大利亞被歸類為妊娠類別D，表示有可能會傷害胎兒。
阿米卡星於人體內的分布容積、清除率以及對特殊人群的影響如下述：
- 一般來說，應避免將阿米卡星用於嬰兒身上。[17]嬰兒由於細胞外液濃度較高，其藥物分布容積也往往更大，會含有更多胺基糖苷類藥物。[7]
- 阿米卡星於老年人體內的停留時間往往更長。 20歲患者的阿米卡星平均清除率為每小時6升，而80歲患者則為每小時3升。[18]
- 囊腫性纖維化患者的清除率則更高。[19]
- 對於患有肌肉疾患，如重症肌無力症或帕金森氏症等的患者，阿米卡星的神經肌肉銜接阻滯作用可能會加劇肌肉無力症状。[8]

## 不良影響
阿米卡星的副作用與其他胺基糖苷類藥物相似。腎毒性和耳毒性（可導致聽力損失）是最重要的影響，會發生在1-10%的使用者身上。腎毒性和耳毒性被認為是由於胺基糖苷類藥物容易在腎臟和內耳中累積所致。

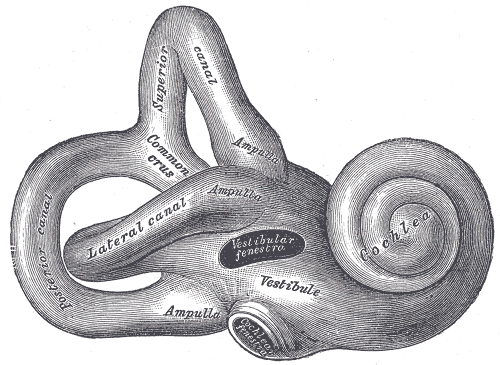
人類內耳圖，阿卡米星會對耳蝸及耳前庭造成損害。

如果使用較高劑量或使用時間超過建議時，可能會導致神經毒性。
含阿米卡星脂質體懸浮液吸入劑的處方資訊中列有黑框警告，指出使用將涉及有關呼吸系統疾病風險增加，包括過敏性肺炎、支氣管痙攣、潛在肺部疾病惡化和咳血，且在某些情況下需住院治療。使用此類吸入劑的患者的其他常見副作用有聲音嘶啞、咳嗽、耳毒性、上呼吸道不適、肌肉骨骼疼痛、疲勞、腹瀉和噁心。

## 禁忌症
對任何胺基糖苷類藥物敏感的患者應避免使用，因為阿米卡星會引發交叉過敏性。對亞硫酸鹽敏感的人也應避免使用（在氣喘患者中更為常見），因為大多數阿米卡星通常含有焦亞硫酸鈉，可能會引起過敏反應。
一般來說，阿米卡星不應與另一種可引起神經毒性、耳毒性或腎毒性的藥物一起使用，或在其之前/之後使用。此類藥物包括其他胺基糖苷類藥物、阿昔洛韋（抗病毒）、兩性黴素B（抗真菌）、桿菌肽（抗生素）、捲曲黴素、粘菌素、多粘菌素B和萬古黴素，以及用於化學療法的順鉑。
阿米卡星不應與神經肌肉阻滯藥一起使用，因為它們會加劇肌肉無力和癱瘓。

## 藥物交互作用
阿米卡星可被其他β-內酰胺類藥物滅活，但程度不如其他胺基糖苷類藥物，而仍經常與青黴素（一種β-內酰胺類藥物）和碳青黴烯類藥物一起使用，以產生針對某些細菌的附加作用。已知抗生素氯黴素、克林黴素和四環黴素通常透過藥理拮抗作用讓胺基糖苷類藥物失去活性。
阿米卡星的藥理拮抗劑作用會降低某些疫苗的效果，例如活的減毒卡介苗（用於預防結核病）、霍亂疫苗和口服減活傷寒疫苗。

## 藥理學

### 作用機制

原核生物30S核糖體亞基。圖中，橙色部分代表16S 核糖體RNA，藍色部分代表附着的各種蛋白質。

阿米卡星不可逆地與16S 核糖體RNA和30S核糖體亞基的RNA結合S12蛋白結合，並透過改變核醣體的形狀來抑制蛋白質合成，使其無法正確讀取信使核糖核酸的遺傳密碼。它也干擾與轉運核糖核酸（tRNA）反遺傳密碼搖擺鹼基對相互作用的區域。其作用有濃度依賴性，在鹼性環境下作用較佳。
在正常劑量下，會在24-48小時內對具有阿米卡星敏感性的細菌發生作用。

### 抗藥性
阿米卡星可避開所有抗生素失活酶的攻擊，而這些酶會導致細菌對抗生素產生抗藥性，但氨基乙醯轉移酶和核苷酸轉移酶兩者除外。

### 藥物動力學
阿米卡星無法經由口服方式吸收，因此必須經由腸胃外給藥。於肌肉注射時，它在0.5-2小時內達到血清濃度的峰值。不到11%的阿米卡星會與血漿蛋白結合，分佈在心臟、膽囊、肺和骨骼中，以及膽汁、痰、組織液、胸膜液和滑液之中。

## 化學
阿米卡星由卡那黴素衍生而來。

## 社會與文化
阿米卡星於1971年由禮來公司提出申請，於1972年獲得專利，並於1976年進入商業販售。它已被列入世界衛生組織基本藥物標準清單之中。

## 獸醫用途
雖然阿米卡星獲得美國食品藥物管理局（FDA）批准，僅適用於治療狗和馬的子宮內感染，但它是獸醫學中最常使用的氨基糖苷類藥物之一，並已用於狗、貓、豚鼠、絨鼠、倉鼠、小鼠、土撥鼠、家牛、鳥、蛇、烏龜和陸龜、鱷魚、牛蛙和魚的治療。它常用於治療蛇的呼吸道感染、烏龜的細菌性甲殼病和金剛鸚鵡的鼻竇炎。它通常禁用於家兔和野兔（但仍被使用），因為它會損害兔類腸道菌群的平衡。
對於狗和貓，阿米卡星通常用作外用抗生素，治療耳炎和角膜潰瘍，尤其是綠膿桿菌引起的。